# Gavialosuchus
Gavialosuchus es un género extinto de crocodiliano tomistomino extinto del Oligoceno superior y el Mioceno del este de América del Norte y el Mioceno de Europa. Tres especies han sido nombradas: la especie tipo G. eggenburgensis del Mioceno temprano de Austria; G. americanus, del Mioceno superior al inicio del Plioceno de Florida, Estados Unidos; y G. carolinensis, del Oligoceno superior de Carolina del Sur, EE. UU. Otra especie, que sigue sin nombrarse, se encuentra en el Mioceno de Georgia. A diferencia de sus parientes modernos de agua dulce, Gavialosuchus era un crocodiliano estuarino y de zonas costeras, viviendo en aguas marinas superficiales junto al sirenio Metaxytherium, el platanístido Pomatodelphis, y el tiburón Hemipristis serra. Este animal era de hocico alargado y de gran tamaño: G. carolinensispodía alcanzar 5.37 metros de longitud, y se estima que un espécimen de G. americanus alcanzaba 9.75 metros de largo, basándose en su cráneo que mide unos 132 centímetros de largo.

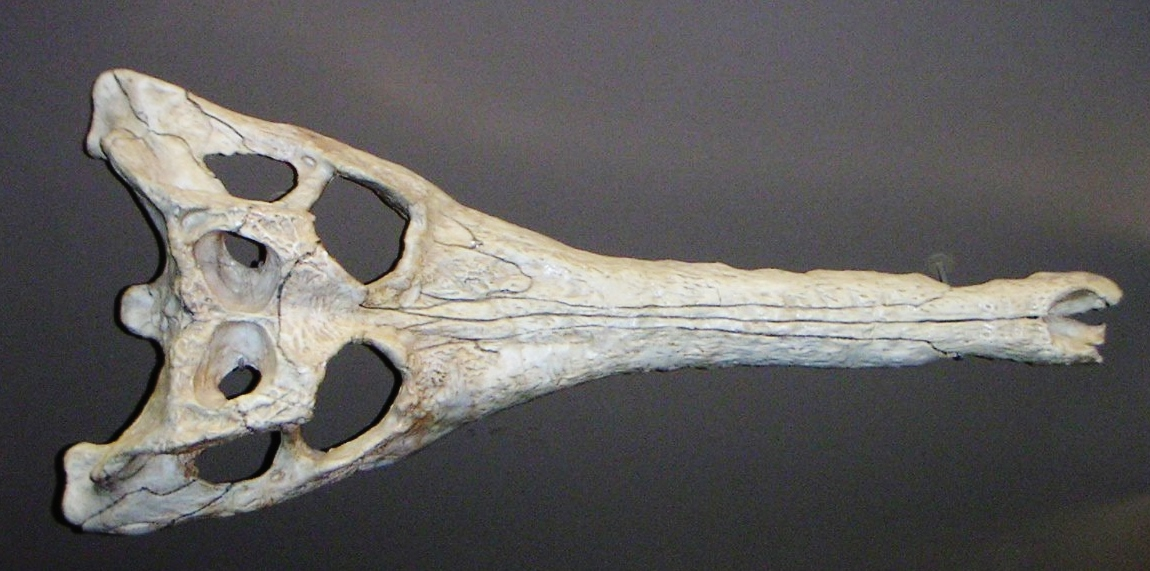
Cráneo de Gavialosuchus eggenburgensis.

Como ocurre con muchos taxones extintos, la clasificación de Gavialosuchus es una cuestión sin resolver. Myrick Jr. (2001) propuso sinonimizar a G. americanus con Thecachampsa antiqua. Piras et al. (2007) recomendaron transferir tanto a G. americanus como a G. carolinensis a Thecachampsa como especies distintas en este último género. Jouve et al. (2008) retuvieron a G. americanus en Gavialosuchus y encontró que este parece ser el taxón hermano de G. eggenburgensis (pero no mencionó a G. carolinensis). Aun así, Jouve et al. (2008) no examinaron a Thecachampsa antiqua en su análisis filogenético. Shan et al. (2009) encontraron que G. americanus y G. eggenburgensis no son taxones hermanos. Aun así, no incluyeron a T. antiqua y a G. carolinensis en su análisis. Christopher Brochu y Glenn W. Storrs (2012) analizaron a las cuatro especies, junto con otros crocodiloideos, y hallaron un soporte relativamente fuerte para la sugerencia de Piras et al. (2007).